# ماركيتا بيكاروفا أداموفا
ماركيتا بيكاروفا أداموفا (من مواليد 2 أكتوبر 1984) سياسية تشيكية وهي رئيسة مجلس النواب منذ عام 2021 وزعيمة توب 09 منذ عام 2019.
تخرجت بدرجة البكالوريوس من كلية الآداب جامعة تشارلز في براغ عام 2008، وحصلت على شهادة مهندس من الجامعة التقنية التشيكية في براغ عام 2011. وهي عضو في مجلس النواب منذ عام 2013. هزمت توماش تشيرنين في انتخابات قيادة توب 09 في 24 نوفمبر 2019، بحصولها على 53٪ من الأصوات.
خلال حملة الانتخابات البرلمانية كانت واحدة من ثلاثة زعماء في تحالف سبولو المكون من ثلاثة أحزاب، إلى جانب بيتر فيالا (حزب الديمقراطيين الاشتراكيين) وماريان جوريكا.
في 10 نوفمبر 2021 تم انتخابها رئيسة لمجلس النواب بجمهورية التشيك. حصلت على 102 من 122 صوتًا متجاوزة 98 صوتًا مطلوبًا. في 20 نوفمبر 2021 أعيد انتخاب بيكاروفا أداموفا في انتخابات قيادة توب 09 باعتبارها المرشحة الوحيدة حيث حصل على 163 صوتًا من أصل 176 صوتًا.